# Brugmansia sanguinea
Brugmansia sanguinea là loài thực vật có hoa trong họ Cà. Loài này được (Ruiz & Pav.) D.Don mô tả khoa học đầu tiên năm 1834.